# سارگپه گردن‌سرخ
سارگپهٔ گردن‌سرخ (نام علمی: Buteo auguralis) نام یک گونه از سرده سارگپه‌ها است.